# St Martin’s (Shropshire)
St Martin’s – wieś w Anglii, w hrabstwie Shropshire. Leży 30 km na północny zachód od miasta Shrewsbury i 252 km na północny zachód od Londynu.